# Путурус
Путурус (мкд. Путурус) је насеље у Северној Македонији, у јужном делу државе. Путурус припада општини Могила.

## Географија
Насеље Путурус је смештено у јужном делу Северне Македоније. Од најближег већег града, Битоља, насеље је удаљено 30 km североисточно.
Путурус се налази у источном делу Пелагоније, највеће висоравни Северне Македоније. Насељски атар је на западу равничарски, док се на истоку издиже Селечка планина. Надморска висина насеља је приближно 660 метара.
Клима у насељу је континентална.

## Становништво
Путурус је према последњем попису из 2002. године имао 20 становника.
Претежно становништво по последњем попису су етнички Македонци (100%).
Већинска вероисповест је православље.